# スタンリー・メイヤーの水燃料電池
水燃料電池とは、アメリカ人発明家のスタンリー・アレン・メイヤー（Stanley Allen Meyer、1940年8月24日 - 1998年3月20日）が発明したある種の「永久機関」である。この装置を市販の自動車に取り付ければガソリンの代わりに水を燃料にして走ることができるとメイヤーは主張したが、その主張は詐欺に当たるとオハイオ州の裁判所に認定された。

## 概要
水燃料電池は、水をその構成元素である水素と酸素に分解するとされており、次に水素ガスを燃焼させることでエネルギーを生成した。これは水分子を再構成するプロセスである。メイヤーの主張では、水燃料電池は電気分解を実行するために必要なエネルギーが、従来の科学により予測又は測定された最小エネルギー要件より小さくて済むとされており、作用機序は液体としての水と同じ2:1の比率で混合された酸水素ガスである「ブラウン・ガス」に関係しているとされていた。ブラウン・ガスは周囲の空気(窒素、酸素、二酸化炭素、一酸化炭素、メタン、クロロフルオロカーボン、フリーラジカル、電子、放射線など)と混合され、得られた水素ガスを燃料させてエネルギーを生成し、水が分解された装置とは別の装置で水分子が再構成された。メイヤーの主張通りに装置が働くならば、熱力学の第一法則及び第二法則の両方に違反し、いわゆる永久機関として動作することを意味していた。

## 「燃料電池」という用語

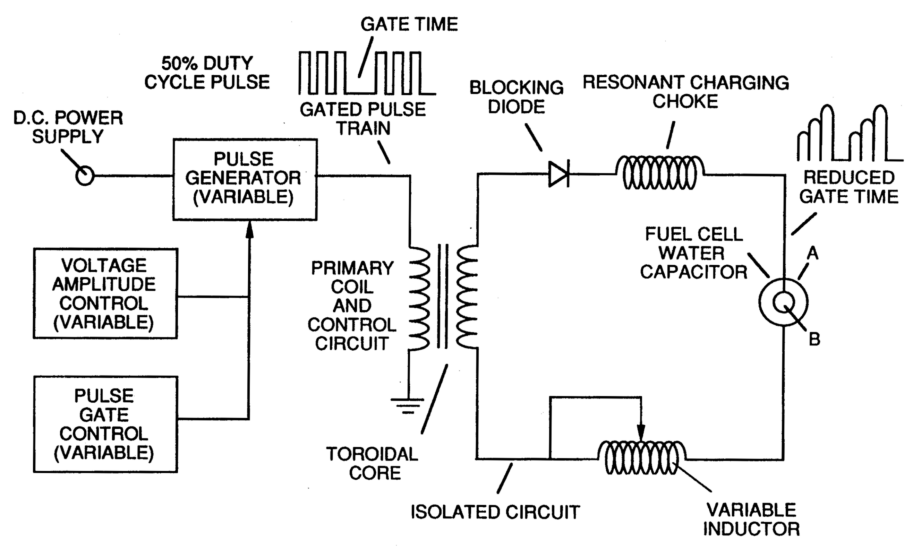
水燃料電池の回路図

メイヤーは自身の出願した一連の特許群で、通電によって水素と酸素を生成する装置のことを一貫して「燃料電池」（fuel cell）または「水燃料電池」（water fuel cell）と呼んでいる。しかしこれは科学・工学分野における通常の用語の意味に反しており、正しくはむしろ「電解槽」（electrolytic cell）と呼ぶべきものである。さらには「燃料電池」という用語は通常、化学的な酸化還元反応から電気を生成する電池という意味で用いられるものであるが、メイヤーの「燃料電池」は彼の特許と右の画像の回路図に示されているように、電力を生成するのではなく消費するものとなっていた。メイヤーは1990年の特許で「水燃料電池アセンブリ」の使用について言及しており、「燃料電池水キャパシタ」についての幾つかの図面を描いている。特許によれば、「燃料電池」という用語は「本発明の方法に従って燃料ガスを生成する水キャパシタ電池を含む単一の装置」を示すことになっていた。

## メディア報道

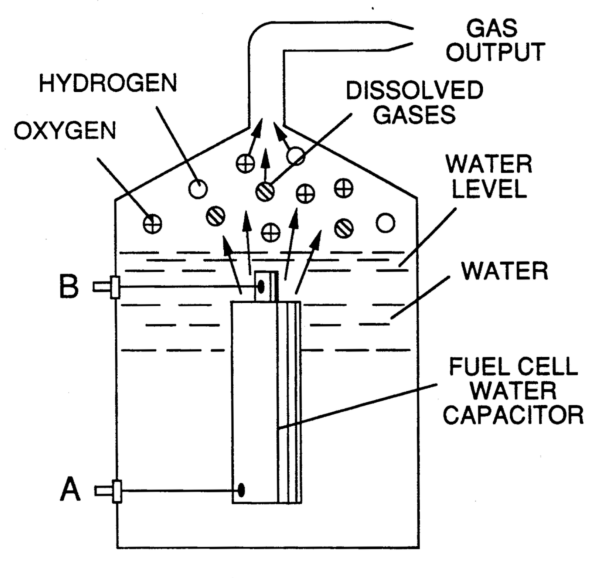
水燃料電池コンデンサ

オハイオ州のテレビ局のニュース報道で、メイヤーは自身の水燃料電池を動力源としていると主張するデューンバギーを公開した。報道の中で、メイヤーはロサンゼルスからニューヨークへの移動に必要な水は僅か22米ガロン(83リットル)であると述べており、さらには、メイヤーは点火プラグを水素・酸素混合物をエンジンのシリンダーに導入するインジェクターに置き換えたと主張した。水は電気共鳴に晒され、それにより水は基本的な原子構成に分解される。水燃料電池は水を水素ガスと酸素ガスに分解し、その後従来型の内燃機関で燃焼して水蒸気に戻し、正味のエネルギーを生成するとされた。
なお、メイヤーのデューンバギーに搭載された自動車エンジンは、フォルクスワーゲン・タイプ1の1.6L空冷ガソリンエンジンであり、火花点火内燃機関から点火プラグを除去したあと、どのように燃焼室内で酸水素ガスに点火させていたのかについては言及がなかった。もしもガソリンエンジンをディーゼルエンジンのように圧縮着火させていたのであれば、予混合圧縮着火を世界に先駆けて実用化させていたことになる。メイヤー自身のバギーの動力装置についての説明は一貫性がなく、ある時には「点火プラグを水分解装置に置き換えた」と説明したりもしていた。
フィリップ・ボールは、2007年の学術雑誌『ネイチャー』への寄稿でメイヤーの主張を疑似科学と定義し、次のように記述した。「メイヤーの車がどのように機能するかを確認するのは容易ではない。しかし、放出されるよりも少ないエネルギーで水を分解できる燃料電池が含まれているのは確かだ。疑似科学に反対する十字軍はこれに対して好きなだけ怒鳴ったり絶賛したりすることができるだろうが、最終的には燃料としての水の神話が消えることはないことを受け入れた方が良いだろう。」
2021年現在、メイヤーの装置に対する査読済みの研究は科学文献には発表されていない。ネイチャーの記事はメイヤーの主張を「燃料としての水の神話」の一つとして取り上げていた。

## 訴訟
スタンリー・メイヤーの「発明」は、彼から水燃料電池技術の販売権を購入した2人の投資家によって1996年に訴訟を起こされて以降、「詐欺」と見なされるようになった。裁判の中で、メイヤーの車は法科学検証が行われることになっており、電気工学の専門家としてロンドン大学クイーン・メアリー校教授で、王立工学大学フェローを務めるマイケル・ラトンが招聘されていた。しかし、メイヤーはラトン教授が試験当日に「下手な言い訳」と見なした行為を行ったとして、試験の続行を許可しなかった。その後、メイヤーの車は3名の専門家証人によって調査が行われたが、証人は法廷で「セルについて革命的な要素はまったくなく、単に従来の電気分解を使用していただけだった」と報告。裁判所はメイヤーが「著しく悪質な詐欺」を犯していたと認定し、2人の投資家に25,000米ドルを返済するように命じた。

## メイヤーの死
1998年3月20日、スタンリー・メイヤーはレストランで食事をしている際に急死した。メイヤーの兄弟は彼が2人のベルギー人投資家と会食中、メイヤーは突然店外に飛び出し「彼らが私に毒を盛った」と叫んでいたと主張した。後日、グローブシティ (オハイオ州)警察は、高血圧を患っていたメイヤーが、脳動脈瘤により死亡したとするフランクリン郡の検死官の報告書を公表した。メイヤーの支持者の何人かは、メイヤーが彼の発明を抑圧するために暗殺されたと信じている。なお、メイヤーの死の当日に会食の席に居合わせた人物とされているベルギーの投資家の1人であるフィリップ・ヴァンデモールテレは、メイヤーを数年間財政的に支援しており、彼を個人的な友人と見なしていたが、噂がどこから来たのか見当がつかないと証言している。同時に、ヴァンデモールテレは自身には工学的な専門知識はなく、メイヤーの車はデモ走行で見たのみであると前置きしたうえで、メイヤーの発明が虚偽ではなく本物であったと今でも信じているが、メイヤーの死後の遺族の行動に不審なものを感じ、資金援助を打ち切ったこと、メイヤーの発明は奇跡と陰謀論について多大な議論を巻き起こしたが、結局のところ彼の技術を模倣できた者は誰もおらず、彼の遺族も誰一人金持ちにならなかったと総括もしている。

## 現況
2021年時点でメイヤーの特許は全て失効しており、彼の発明の全てがパブリックドメインとして制限やロイヤルティの支払いなしに全ての人が利用することができる状況となっている。しかし、エンジンや車両の製造メーカーで彼の研究を採り入れた会社は存在しない。

## 日本での言及
ベンジャミン・フルフォードはメイヤーの水燃料電池を画期的な新技術として著書で取り上げ、メイヤーの死は石油利権による暗殺だったのではないかと主張している。